# Sojuz TM-13
Sojuz TM-13 – rosyjska załogowa misja kosmiczna, stanowiąca trzynastą wyprawę na pokład stacji Mir.
Na pokładzie znajdowali się naukowcy z Austrii i Kazachstanu. Na pokładzie kapsuły, co nietypowe, nie było inżyniera pokładowego. Austria zapłaciła za lot swojego astronauty 7 milionów dolarów, podczas gdy lok Kazacha miał być zachętą dla nowo utworzonego Kazachstanu, aby nadal pozwalał na starty rosyjskich rakiet ze znajdującego się na terytorium Kazachstanu kosmodromu Bajkonuru.
Pasażer powracającej kapsuły, Siergiej Krikalow, wystartował z Kazachskiej Socjalistycznej Republiki Radzieckiej, a wylądował już w niepodległym Kazachstanie.